# Przy Parku
Przy Parku – osiedle mieszkaniowe na warszawskiej Ochocie.
Osiedle znajduje się na warszawskich Szczęśliwicach, od południa sąsiadując przez ulicę Drawską z parkiem Szczęśliwickim. Od zachodu ogranicza je ulica Kurhan, a od wschodu aleja Bohaterów Września. Zajmuje w przybliżeniu 10 ha.

## Budowa
Początek powstania osiedla datowany jest na rok 1991, tuż po rejestracji dewelopera Min Hoong Development Co Pte Ltd Poland Spółka z o.o., podlegającego firmie Min Hoong Development Singapore. Natomiast prace budowlane rozpoczęły się w 1992. W pierwszym etapie wybudowano 76 domów jednorodzinnych różnego typu: wolnostojących (rezydencji), w zabudowie bliźniaczej i szeregowej. W drugim etapie budowy, trwającym w latach 1998–2003, wybudowano 11 bloków mieszkalnych o wysokości od 3 do 7 kondygnacji. Dwunasty budynek wielorodzinny składający się z części o różnej wysokości wybudowano w 2011.
Projektantami osiedla byli Danuta Rzewuska-Krupińska i Tadeusz Krupiński, a głównym wykonawcą Energopol-Centrum, natomiast ostatniego etapu Shanghai Construction Poland.

## Charakterystyka
Osiedle jest zamknięte. Określane bywa jako elitarne i ekskluzywne. Ze względu na związki dewelopera z Hongkongiem nazywane jest chińskim osiedlem, czy wręcz pierwszym polskim Chinatown. Nie jest jednak rzeczywiście odrębną dzielnicą zamieszkiwaną przez Chińczyków, choć jest wymieniane jako jedno z ich warszawskich skupisk. W pierwszej dekadzie XXI w. mieszkało na nim ok. 50–60 przedstawicieli tej narodowości i oprócz polskojęzycznych znajdowały się napisy w języku chińskim. Przez jakiś czas na rogu ulic Kurhan i Drawskiej stała altana w kształcie chińskiej pagody. W 1995 wewnętrznym ulicom nadano nazwy kojarzące się z chińską kulturą. W przybliżeniu równoleżnikowo leżą ulice Pandy i Złotego Smoka, a w przybliżeniu południkowo Chińskiej Róży, Cesarskiej Korony i Kwitnącego Sadu. Ulicę Pandy przedłużono na północny wschód po rozbudowie osiedla. Osiedle ograniczone jest ulicami Kurhan (nr 4), Drawską (nieparzyste numery od 11 do 29A) i aleją Bohaterów Września (nr 3). Zajmuje ok. 10 ha. Od północy sąsiaduje z budowanym w podobnym czasie Osiedlem Zachodnim (Kurhan). W XXI w. w willach przy ulicy Drawskiej utworzono niepubliczne przedszkola, a w bloku przy ul. Pandy 13 znalazła się formalna siedziba Uczelni Korczaka. W 2012 otwarto chińską restaurację.
Osiedle Przy Parku znajduje się na północ od parku Szczęśliwickiego, oddzielone od niego ulicą Drawską. Na zachód od tego parku z ulicą Drawską krzyżuje się ulica Przy Parku, przy której znajduje się inne osiedle o podobnej nazwie, tj. Apartamenty Przy Parku.

## Galeria

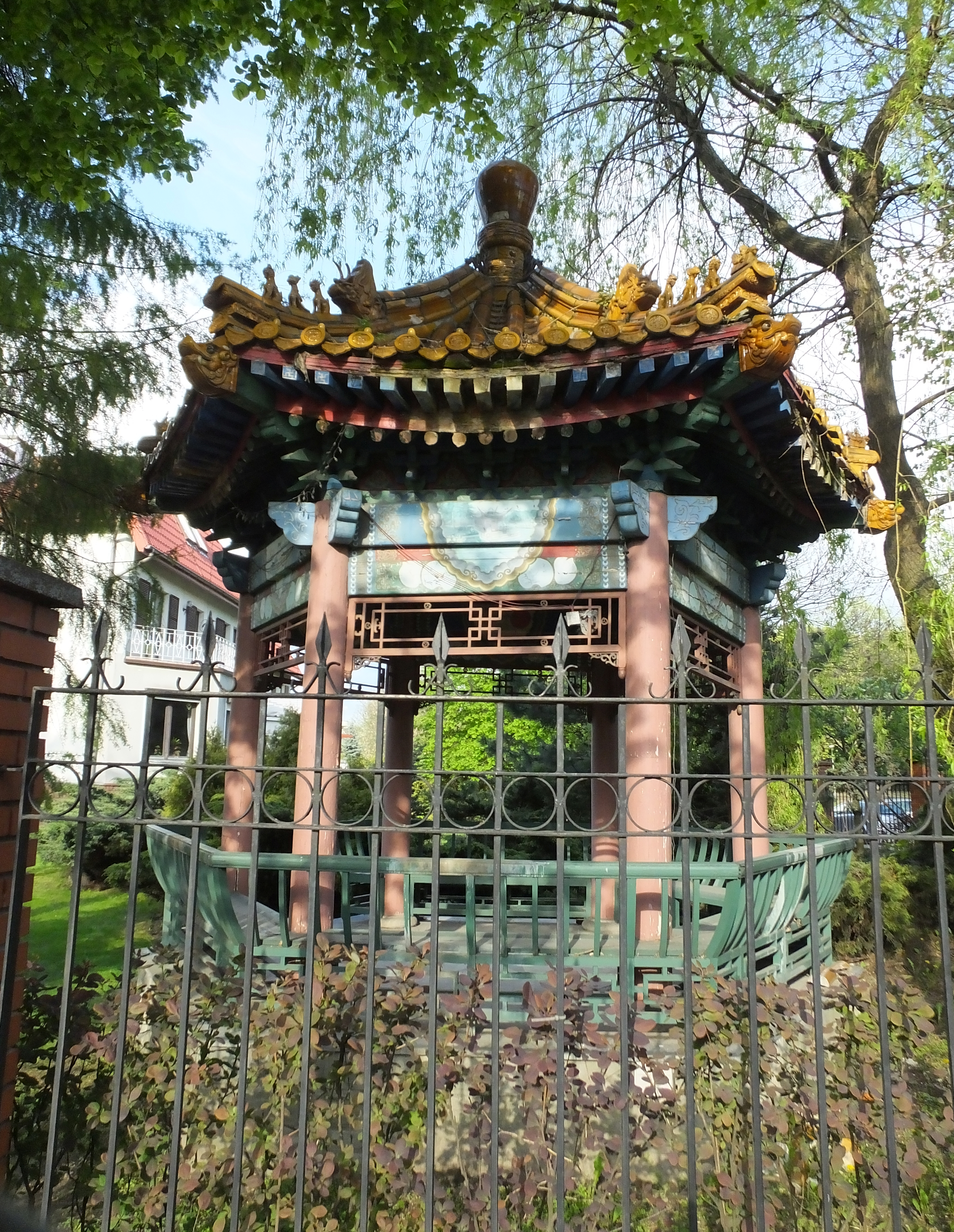
Stylizowana na pagodę altanka istniejąca do 2019
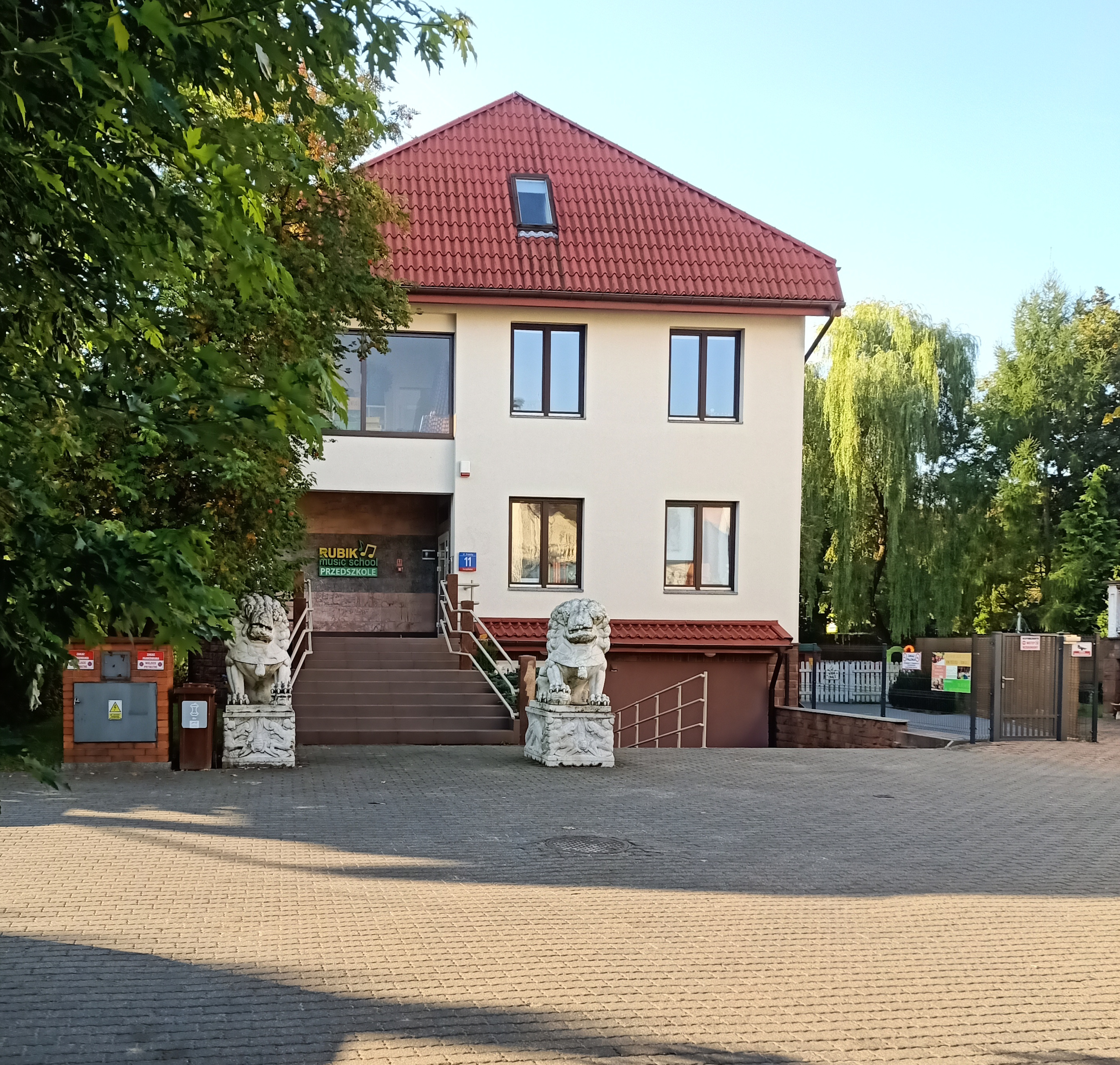
Willa zajmowana przez przedszkole sieci Rubik Music School z rzeźbami lwów w stylu chińskim
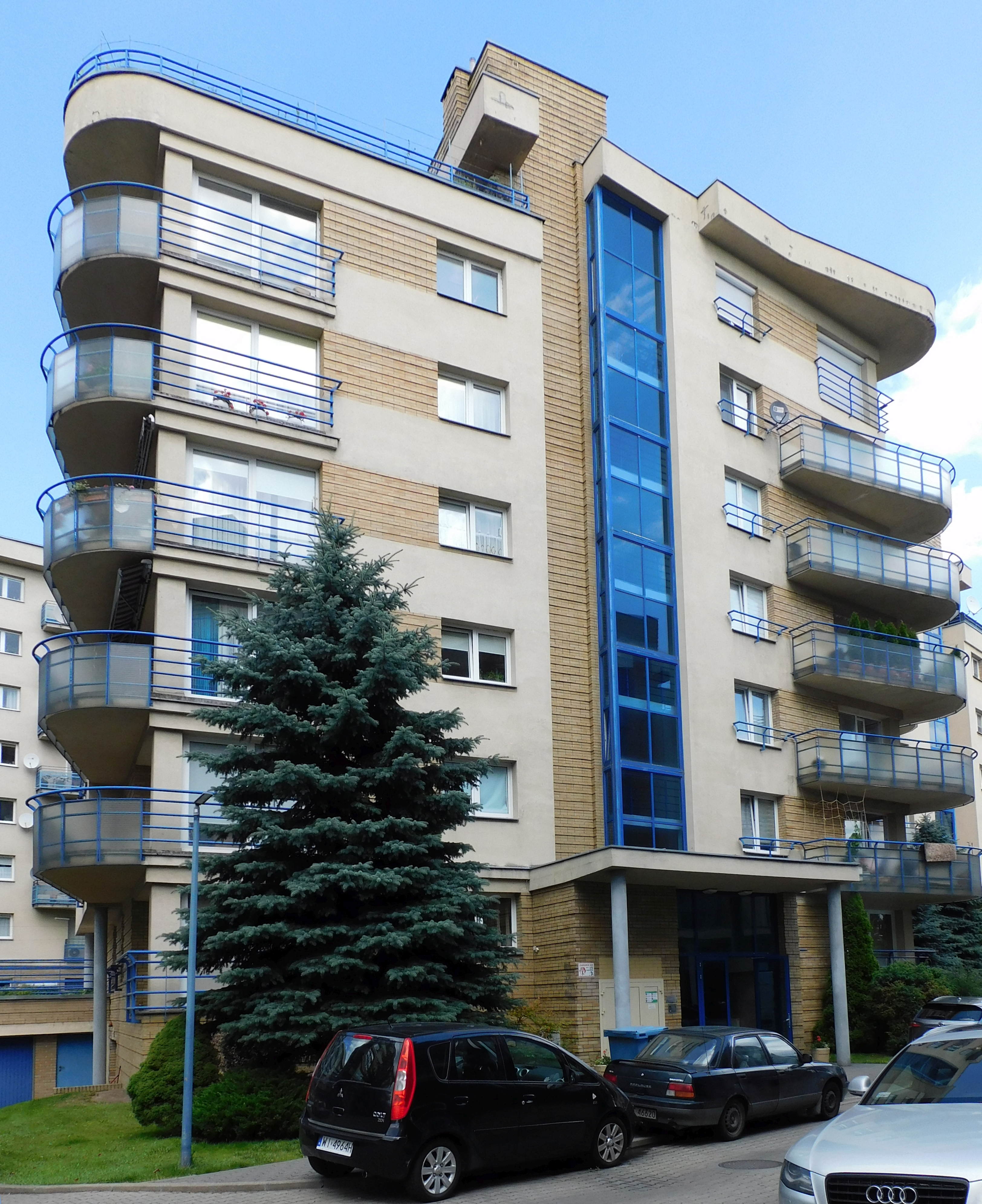
Blok przy ulicy Pandy 13
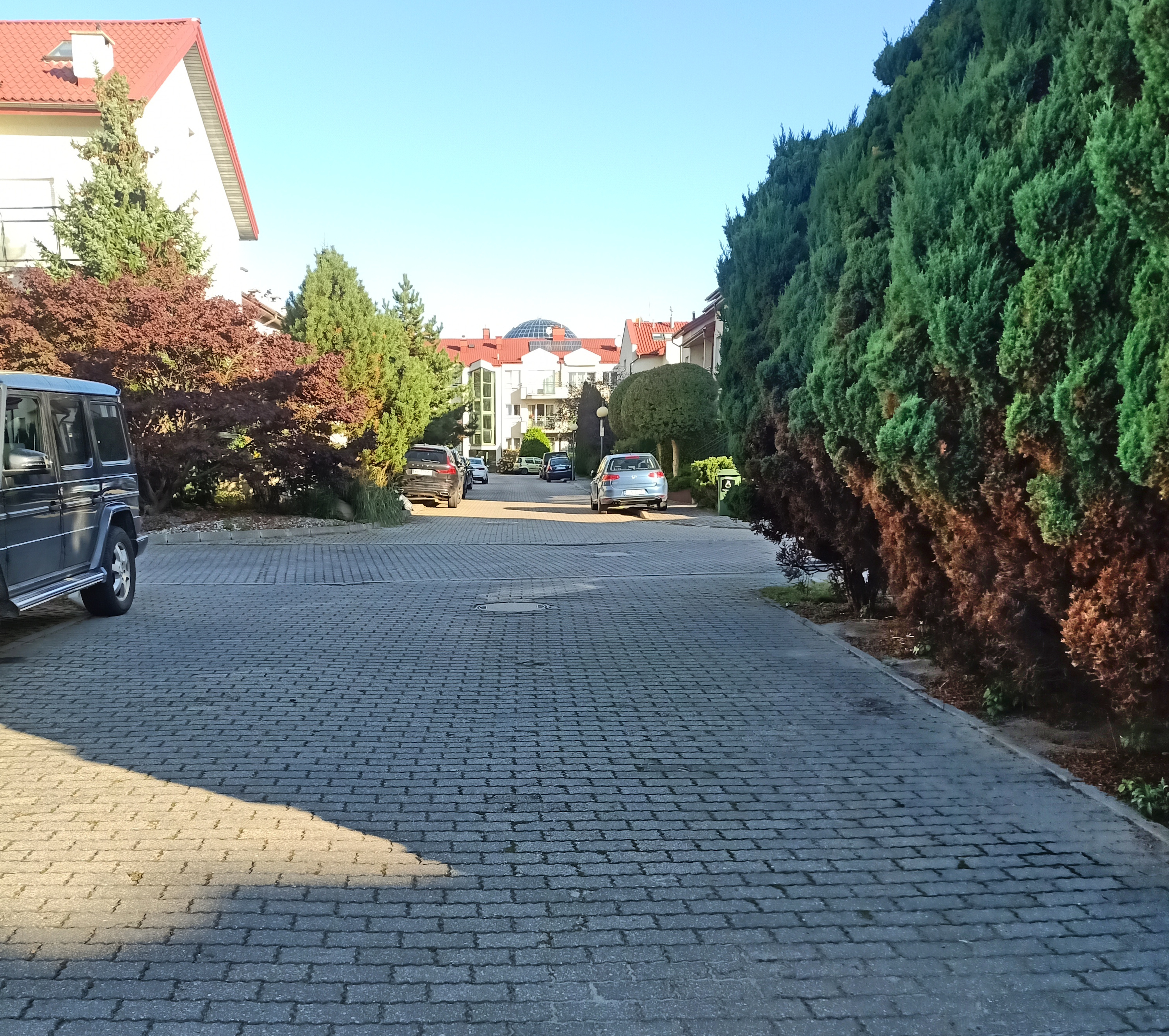
Skrzyżowanie ulic Pandy i Cesarskiej Korony
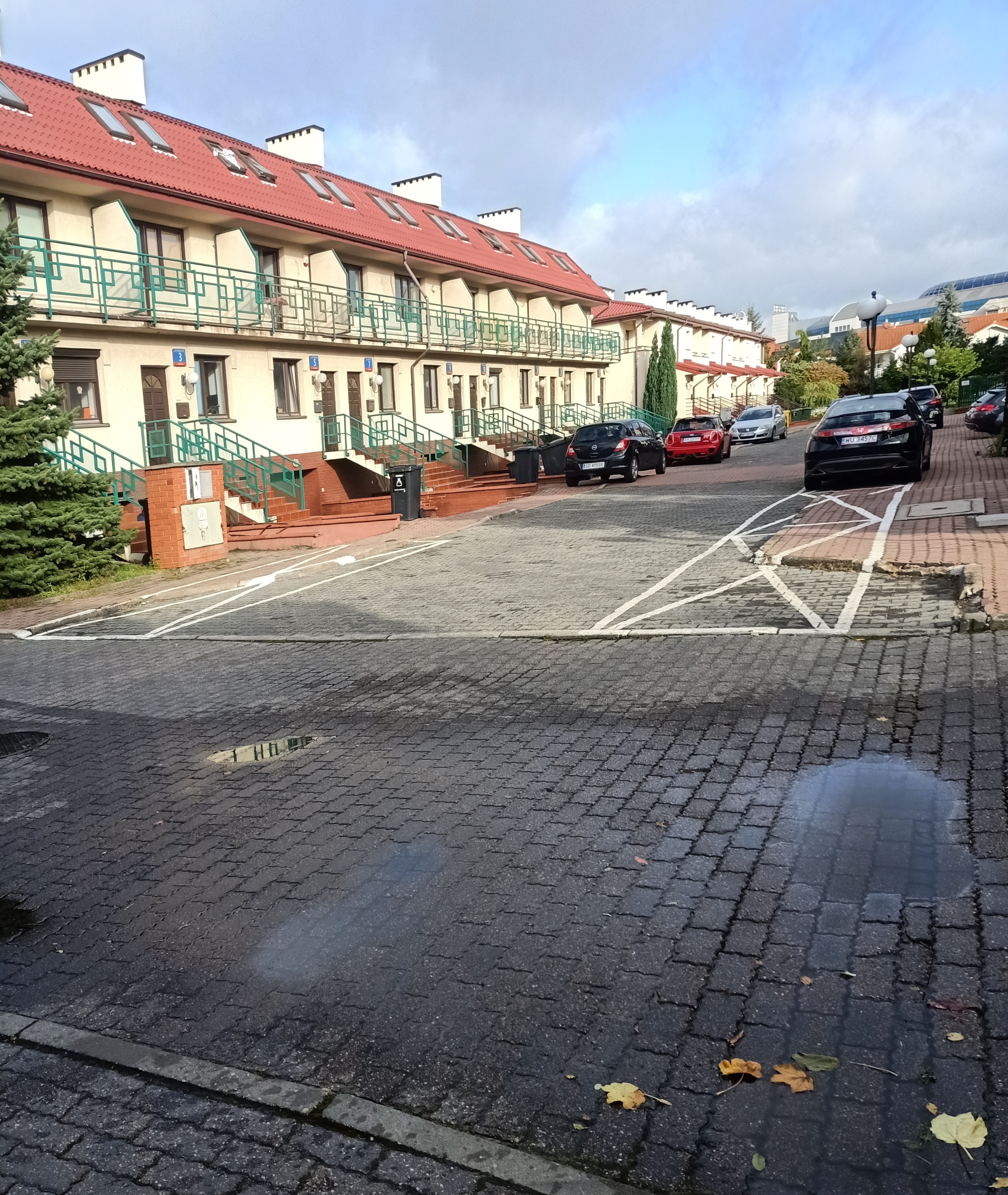
Szeregowce przy ulicy Kwitnącego Sadu